# Charlotte Mebenga Amombo
Charlotte Mebenga Amombo (* 7. Mai 1981) ist eine ehemalige kamerunische Leichtathletin, die sich auf den Sprint spezialisiert hat.

## Sportliche Laufbahn
Erste internationale Erfahrungen sammelte Charlotte Mebenga Amombo im Jahr 2004, als sie bei den Afrikameisterschaften in Brazzaville mit 25,47 s im Halbfinale im 200-Meter-Lauf ausschied und über 100 Meter mit 12,23 s nicht über den Vorlauf hinauskam. Zudem gelangte sie mit der kamerunischen 4-mal-100-Meter-Staffel mit 45,63 s auf Rang vier. 2008 schied sie bei den Afrikameisterschaften in Addis Abeba mit 25,03 s erneut im Halbfinale aus und wurde mit der 4-mal-400-Meter-Staffel im Vorlauf disqualifiziert. 2010 belegte sie bei den Afrikameisterschaften in Nairobi in 11,71 s den sechsten Platz im 100-Meter-Lauf und über 200 Meter schied sie mit 24,35 s im Semifinale aus. Zudem gewann sie in 44,90 s gemeinsam mit Fanny Appes Ekanga, Carole Kaboud Mebam und Delphine Atangana die Silbermedaille in der 4-mal-100-Meter-Staffel hinter dem nigerianischen Team. Anschließend startete sie über 100 Meter bei den Commonwealth Games in Neu-Delhi und kam dort mit 12,14 s nicht über die erste Runde hinaus. 2011 nahm sie an den Afrikaspielen in Maputo teil und klassierte sich dort mit 11,62 s auf dem sechsten Platz über 100 Meter und gewann in der 4-mal-100-Meter-Staffel in 45,00 s gemeinsam mit Fanny Appes Ekanga, Marie Gisèle Eleme Asse und Delphine Atangana die Bronzemedaille hinter den Teams aus Nigeria und Ghana.  Im Jahr darauf startete sie mit der Staffel bei den Afrikameisterschaften in Porto-Novo und kam dort nicht ins Ziel, woraufhin sie ihre aktive sportliche Karriere im Alter von 31 Jahren beendete. 

## Persönliche Bestzeiten
- 100 Meter: 11,71 s (+1,8 m/s), 29. Juli 2010 in Nairobi
- 200 Meter: 24,33 s (−1,3 m/s), 31. Juli 2010 in Nairobi